# Huetia
Huetia ist eine Säugetiergattung aus der Familie der Goldmulle (Chrysochloridae). Sie umfasst mit dem Kongo-Goldmull und dem Somalia-Goldmull zwei Arten. Die Verbreitungsgebiete der beiden Vertreter liegen im zentralen und im östlichen Teil Afrikas und bestehen einerseits aus tropischen Regenwäldern, andererseits aus offenen Buschlandschaften. Die Tiere sind mit einem spindelförmigen Körper, verdeckten Ohren, einem fehlenden Schwanz und kräftigen Vordergliedmaßen an eine grabende Lebensweise angepasst. Informationen zur weiteren Lebensweise liegen nicht vor, ebenso wie zum Grad der Gefährdung der Bestände. Die Bezeichnung Huetia wurde 1942 eingeführt, das Taxon galt vorwiegend in der zweiten Hälfte des 20. Jahrhunderts als Untereinheit verschiedener anderer Gruppierungen der Goldmulle. Erst molekulargenetische Studien aus dem Jahr 2010 führten zur Anerkennung als eigenständige Gattung.

## Merkmale

### Habitus
Die Gattung Huetia repräsentiert kleinere Vertreter der Goldmulle. Genauere Informationen sind aber nur zum Kongo-Goldmull (Huetia leucorrhina) verfügbar, der eine Kopf-Rumpf-Länge von 6,3 bis 12,5 cm erreicht. Wie bei allen Goldmullen erinnert der Körperbau durch die grabende Lebensweise an den der Maulwürfe, zu denen aber keine engeren Verwandtschaftsbeziehungen bestehen. Der Körper ist spindelartig geformt, Ohren sind äußerlich nicht sichtbar, ebenso bleiben die Augen und der Schwanz unter dem Fell verborgen. An der Nase ist ein lederartiges Polster ausgebildet, dass beim Graben eingesetzt wird. Die Gliedmaßen weisen einen kurzen und kräftigen Bau auf. An den Händen bestehen vier, an den Füßen fünf Strahlen, die jeweils Krallen tragen. Die Krallen des Vorderfußes sind dabei zu Grabwerkzeugen umgestaltet, haben aber eine vergleichsweise schlanke Gestalt. Als typisches Merkmal grabender Tiere ist die Kralle des Mittelstrahls (III) am stärksten ausgebildet. Das Rückenfell ist dunkler als das Bauchfell gefärbt.

### Schädel- und Gebissmerkmale
Der Schädel besitzt eine Länge von 19,5 bis 23,1 mm und eine Breite von 16,6 bis 20,4 mm breit. Insgesamt wirkt er eher gedrungen, die breiteste Stelle wird am Hirnschädel erreicht. Die größte Breite beträgt rund 70 % der größten Länge. Der Jochbogen ist wie bei allen Goldmullen vollständig ausgebildet, lässt aber die breiten Platten im hinteren Bereich, wie sie bei den Riesengoldmullen (Chrysospalax) vorkommen, vermissen. Abweichend von einigen anderen Vertretern der Goldmulle, etwa dem Wüstengoldmull (Eremitalpa) oder den Riesengoldmullen, zeigen sich am Mittelohr kaum Spezialisierungen. Der Hammer ist nicht vergrößert ausgebildet. Sein Gewicht liegt bei weniger als 1 mg. Das Gebiss setzt sich aus 40 Zähnen zusammen, die Zahnformel lautet dementsprechend folgendermaßen: {\displaystyle {\frac {3.1.3.3}{3.1.3.3}}}. Somit verfügt das Gebiss sowohl oben als auch unten über jeweils drei Molare, was als eher ursprünglich für die Goldmulle anzusehen ist. Auf den Kauflächen der Mahlzähne erheben sich jeweils drei Höckerchen (tricuspid). Den unteren Mahlzähnen fehlt ein gut entwickeltes Talonid (ein tiefliegender Vorsprung der Kaufläche, in den einer der Haupthöcker der oberen Molaren bei Gebissschluss greift). Der vorderste Prämolar ist molarisiert und gleicht so den Mahlzähnen.

## Verbreitung
Die beiden Arten der Gattung Huetia sind endemisch auf Afrika beschränkt. Sie kommen in zwei deutlich getrennten Verbreitungsgebieten vor. Der Kongo-Goldmull lebt im zentralen Teil des Kontinents, wo er in mehreren, nicht zusammenhängenden Fundgebieten im Kongobeckens und angrenzenden Gebieten nachgewiesen ist. Er bewohnt tropische Regenwälder und Übergangslandschaften zu den anschließenden Savannen. Der bisher einzige Nachweis des Somalia-Goldmulls wiederum stammt aus dem nordöstlichen Afrika. Das Fundgebiet im zentralen Somalia umfasst vorwiegend Buschlandschaften.

## Lebensweise
Über die Lebensweise der beiden Arten der Gattung Huetia liegen kaum Informationen vor. Es handelt sich wohl um bodengrabende Tiere entsprechend den anderen Goldmullen auch.

## Systematik
Huetia ist eine Gattung innerhalb der Familie der Goldmulle (Chrysochloridae), welche kleinere, bodengrabende Säugetiere aus der Überordnung der Afrotheria zusammenfasst. Die Mitglieder der Familie leben endemisch in Afrika, ihr Verbreitungsschwerpunkt findet sich mit wenigen Ausnahmen, so Huetia, im südlichen Kontinentalbereich. Die nächsten Verwandten werden durch die Tenreks (Tenrecidae) gestellt, beide Familien zusammen bilden die Afrosoricida. Nach molekulargenetischen Untersuchen erfolgte die Trennung der Goldmulle und der Tenreks von einer gemeinsamen Stammlinie im Übergang von der Oberkreide zum Paläozän vor rund 65 Millionen Jahren. Eine stärkere Diversifizierung der Goldmulle setzte im Verlauf des Oligozäns vor etwa 28,5 Millionen Jahren ein.
Die vorwiegend unterirdische Lebensweise der Goldmulle hat zur Folge, dass die einzelnen Vertreter Habitatspezialisten darstellen, das jeweilige Vorkommen einer Art weist dadurch eng umrissene Grenzen auf. Nur in wenigen Ausnahmen sind Angehörige der Familie weiter verbreitet. Innerhalb der Familie können zwei ökologische Gruppen unterschieden werden. Die erste Gruppe besteht aus Bewohnern von trockenen bis teils halbwüstenartigen Landschaften, hierzu zählen der Wüstengoldmull (Eremitalpa) oder die Kapgoldmulle (Chrysochloris). Zur zweiten Gruppe gehören Formen mit Anpassungen an offene Gras- und Savannenlandschaften sowie an Wälder, genannt werden können hier beispielsweise die Kupfergoldmulle (Amblyomus), die Vertreter der Gattung Neamblysomus, die Riesengoldmulle (Chrysospalax) oder die Vertreter der Gattung Huetia. Die innere Gliederung der Familie ist bisher nicht zufriedenstellend geklärt. Meist werden anhand des Baus des Hammers im Mittelohr zwei oder drei Unterfamilien unterschieden: die Amblysominae mit einem normal gebauten Malleus, die Chrysochlorinae mit einem stark verlängerten Kopf des Malleus und die Eremitalpinae mit einem kugelig aufgeblähten Kopf des Malleus. Andere Autoren wiederum sehen die beiden letztgenannten auch als eine einzelne Unterfamilie an, die Chrysochlorinae. Dieser skelettanatomisch begründeten Untergliederung der Goldmulle stehen aber molekulargenetische Untersuchungen gegenüber, die etwas andere Verwandtschaftsverhältnisse ergeben. Laut diesen bildet Huetia eine engere Beziehungsgemeinschaft mit Cryptochloris und Chrysochloris, die aufgrund ihres verlängerten Malleus den Chrysochlorinae zugewiesen werden. Der nicht vergrößerte Hammer des Mittelohrs bei Huetia befürwortete dagegen bisher eine Einbindung in die Amblysominae. Eine vorläufige Untersuchungen aus dem Jahr 2018 unterstützt basierend auf den genetischen Daten und den anatomischen Unterschieden eine Stellung von Huetia in einer eigenen Unterfamilie, den Huetinae. Dies ließ sich allerdings in einer fünf Jahre später erschienenen genetischen Studie vorläufig nicht bestätigen. Hier zeigten sich für die gattung Huetia variierende Verwandtschaftsverhältnisse, die einerseits zum Wüstengoldmull, andererseits zu Chlorotalpa führten. Aus diesem Grund wurde auf eine genauere Klassifizierung vorerst verzichtet.
Innerhalb der Gattung werden zwei Arten unterschieden:
- Kongo-Goldmull (Huetia leucorhina (Huet, 1885)); im zentralen Afrika vom südlichen Teil Kameruns und der Zentralafrikanischen Republik bis in den Norden Angolas;
- Somalia-Goldmull (Huetia tytonis (Simonetta, 1968)); aus dem zentralen Somalia;

Die Gattung Huetia wurde im Jahr 1942 von Lothar Forcart eingeführt. Er hatte sie ausschließlich für den Kongo-Goldmull als Untergattung von Chrysochloris etabliert. Als unterscheidendes Merkmal zu Chrysochloris bewertete Forcart das Fehlen einer blasenförmigen Erweiterung des hinteren Teils der Schläfengrube, die bei den Kapgoldmullen durch die Verlängerung des Kopfes des Malleus entsteht. Forcart benannte die damalige Untergattung zu Ehren von Joseph Huet, der wiederum 1885 den Kongo-Goldmull eingeführt hatte.
Im weiteren Verlauf wurde die Gattung Huetia eher selten als taxonomische Einheit genutzt. Vor allem in den 1960er bis 1980er Jahre galt der Kongo-Goldmull einerseits aufgrund des normal gebauten Hammers des Mittelohrs als Vertreter der Kupfergoldmulle, andererseits wegen des vorhandenen oberen dritten Mahlzahns als Mitglied der Gattung Chlorotalpa. Im gleichen Zeitraum hatte Alberto M. Simonetta den Somalia-Goldmull wiederum als zu den Kupfergoldmullen gehörig wissenschaftlich erstbeschrieben. Morphometrische Untersuchungen des Schädelskeletts in den 1990er Jahren, unternommen von Gary N. Bronner, führten dann zu einer provisorischen Eingliederung sowohl des Kongo-, als auch des Somalia-Goldmulls in die Gattung Calcochloris; somit wurde beiden Arten eine nähere Verwandtschaft mit dem Gelben Goldmull (Calcochloris obtusirostris) bescheinigt. Als gemeinsame Merkmale hob Bronner den nicht vergrößerten Kopf des Hammers und den prinzipiell breiten Schädelbau mit dem ebenfalls recht breiten Rostrum hervor. Die höhere Zahnanzahl beim Kongo-Goldmull gegenüber dem Gelben Goldmull bewog Bronner dazu, ersteren einer eigenen Untergattung zuzuweisen, die er mit Huetia angab. Für den Somalia-Goldmull fand er dagegen keine schlüssige Position, was dem nur geringen Fundmaterial geschuldet war. Daher bewertete Bronner dessen Stellung mit incertae sedis, merkte aber an, dass der einfache Bau des Hammers gemeinsam mit dem Auftreten eines dritten Mahlzahns eine nähere Verbindung mit dem Kongo-Goldmull unterstützen. Bronners Gliederung wurde später von einigen anderen Autoren übernommen.
Eine molekulargenetische Analyse von Robert J Asher und Forscherkollegen aus dem Jahr 2010, die den Großteil der damals bekannten Arten der Goldmulle einbezog, den Somalia-Goldmull jedoch nicht berücksichtigte, zeigte auf, dass der Kongo-Goldmull nicht mit den anderen postulierten Vertretern der Gattung Calcochloris verwandt ist. Auch bestanden keine engeren Beziehung zu den Kupfergoldmullen oder den Angehörigen von Chlorotalpa. Vielmehr erwies sich der Kongo-Goldmull den Untersuchungen zufolge als relativ basal innerhalb einer Gruppe bestehend aus dem Wüstengoldmull, den Kapgoldmullen und der Gattung Cryptochloris. Asher und Kollegen hoben daher Huetia auf das Niveau einer Gattung und ordneten ihr den Kongo-Goldmull als einzigen Vertreter bei. Ein vorläufige Studie aus dem Jahr 2018 sah den Somalia-Goldmull wiederum Bronners Einschätzung aus den 1990er Jahren übernehmend innerhalb der Gattung Huetia, was sich auch im achten Band des Standardwerkes Handbook of the Mammals of the World niederschlug.

## Bedrohung und Schutz
Beide Arten der Gattung Huetia werden von der IUCN aufgrund der nur wenigen vorhandenen Informationen in der Kategorie „ungenügende Datengrundlage“ (data deficient) geführt. Das Verbreitungsgebiet des Kongo-Goldmulls ist von einer massiven Zerstörung der tropischen Regenwälder für landwirtschaftliche Nutzflächen, Infrastrukturprojekte oder infolge illegaler Bauholzgewinnung bedroht. Der Somalia-Goldmull liegt bisher mit nur einem Exemplar aus dem zentralen Somalia vor. Für beide Arten sind Untersuchungen zum tatsächlichen Vorkommen und zur Lebensweise notwendig. Einige Bestände des Kongo-Goldmulls, vor allem im nördlichen Teil des Kongobeckens, treten in Naturschutzgebieten auf.